# 迪奧高·費拉拿
迪奧高·費拉拿（Diogo Ferreira，1989年10月5日—），是一名澳洲職業足球員，司職防守中場，現效力澳職球會珀斯光輝。
2014年效力布里斯班獅吼，雖然隨隊奪得雙料冠軍，但自己出場時間不多。他為了爭取更多上陣機會而加盟珀斯光輝。
1. ↑  .   [2015-03-30]. （原始内容存档于2013-10-29）.